# Gazociąg Transkaraibski

Gazociąg Transkaraibski (czerwony)

Gazociąg Transkaraibski (Gasoducto Transcaribeño, nazywany też wcześniej Gasoducto Binacional) – gazociąg, którego powstanie zostało zainicjowane 8 lipca 2006 przez prezydentów Hugo Cháveza z Wenezueli, Alvaro Uribe z Kolumbii i Martína Torrijosa z Panamy. Budowa potrwa dwa lata, będzie kosztować ponad 300 milionów dolarów.
Średnica rury będzie wynosić 64 cm, jej długość - 225 km pomiędzy Punta Ballenas w kolumbijskiej części półwyspu Guajira a wschodnim wybrzeżem Jeziora Maracaibo (stan Zulia) w Wenezueli. Na początku będzie transportował dziennie 4,25 milionów m³ gazu w kierunku Wenezueli, aby w 2013 zmienić kierunek transportując gaz z Wenezueli do Kolumbii.
Prace konstrukcyjne są wykonywane przez państwowe firmy naftowe: wenezuelską PDVSA i kolumbijski Ecopetrol.
Inwestycja jest przejawem integracji latynoamerykańskiej (na razie południowoamerykańskiej) w ramach Unii Narodów Południowoamerykańskich.
Na początku gazociąg miał nazywać się transguajirskim, ale po rozszerzeniu inwestycji o Panamę zmieniono nazwę na Gazociąg Transkaraibski.